# Fumiaki Tanaka
Fumiaki Tanaka (田中 史朗, * 3. ledna 1985 Kjóto) je bývalý japonský ragbista, který hrál jako mlýnová spojka. V roce 2013 se stal prvním japonským hráčem, co si zahrál Super Rugby za novozélandský celek Highlanders. Se svou výškou (166 cm) patřil k nejmenším ragbistům na světě.
Za japonskou reprezentaci odehrál 75 zápasů a položil 8 pětek (2008–2019). Zúčastnil se MS 2011, kde si zahrál 3 zápasy. V červnu 2013 byl u historicky první výhry nad Walesem a na MS 2015 byl u prvního vítězství nad Jihoafrickou republikou, Tanaka byl v tomto zápase zvolen mužem zápasu. Na MS 2015 byl ve všech zápasech v základní sestavě a Japonsko se stalo první zemí, co na MS vyhrála tři zápasy, a přesto nepostoupila do play-off. Na nadcházejícím světovém šampionátu v Japonsku zažil se svou zemí první postup do čtvrtfinále MS, byť Tanaka ve všech zápasech nehrál v základní sestavě, pokaždé byl střídajícím.
V roce 2015 se stal vítězem Super Rugby s klubem Highlanders a čtyřikrát vyhrál japonskou ligu jako hráč Panasonic Wild Knights (2011, 2014 až 2016). Několikrát byl jmenován do nejlepší sestavy roku japonské ligy.
Po konci kariéry začal trénovat a mentorovat Green Rockets NAACP Academy

## Klubová kariéra
- 2007–2019 Panasonic Wild Knights
- 2020–2021 Canon Eagles
- 2022–2024 NEC Green Rockets
- 2012–2013 Otago (novozélandská liga)
- 2013–2016 Highlanders (Super Rugby)
- 2017–2019 Sunwolves (Super Rugby)